# Férfi maratonfutás az 1896. évi nyári olimpiai játékokon
A férfi maratonfutás egy speciális verseny bemutatkozása volt ezen az olimpián. Az alapötlet Michel Bréal fejében született meg, Pheidippidész legendája alapján, aki először futotta le a Marathón–Athén távot. Az első maratonfutó versenyt Görögországban tartották, ami kvalifikációs versenyként szolgált az olimpiára, és Harílaosz Vaszilákosz nyerte. A maratoni verseny távja 1896-ban 40 kilométer volt.

## Rekordok
A Nemzetközi Atlétikai Szövetség 1908 óta tartja nyilván a hivatalos világrekordot, és mivel ez volt az első olimpia, ezért olimpiai rekord sem létezett ez előtt. Ezáltal az ezen a versenyen győztes versenyző eredménye számít ebben a versenyszámban az első hivatalos olimpiai rekordnak.
| Dátum       | Esemény | Versenyző             | Eredmény | OR |
| ----------- | ------- | --------------------- | -------- | -- |
| április 10. | Döntő   | Szpirídon Lúisz (GRE) | 2:58:50  | OR |

## Eredmények

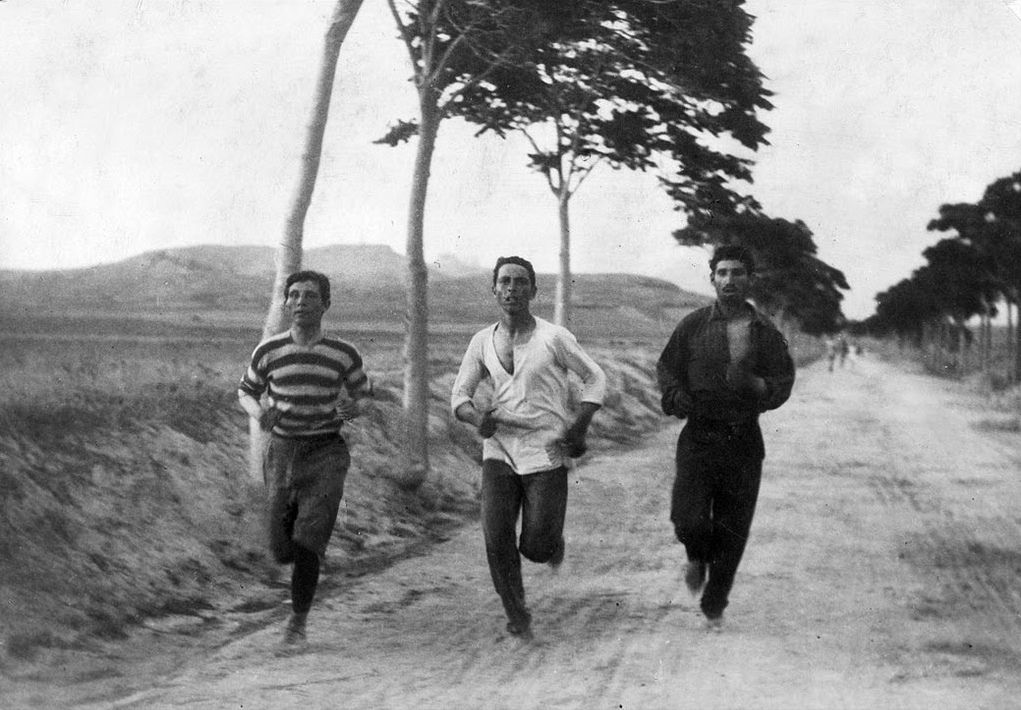
Maratonfutók úton Athénba

25 versenyző utazott el Marathónba, azonban csak 17-en startoltak el. Csakúgy, mint az 1500 m síkfutás versenyén, a francia Albin Lermusiaux ragadta magához az első helyet már a legelején. A második és harmadik helyen az ausztrál Edwin Flack illetve az egyesült államokbeli Arthur Blake futott, mindaddig míg 23 km-nél Blake megállt. 32 km-nél Lermusiaux szintúgy abbahagyta a versenyt, Flacket egyedül hagyva az élen. Ez a pozíció nem volt biztonságos, mivel a görög Szpirídon Lúisz, felhasználva teljes állóképességét, lassan-lassan faragott a hátrányából. Kifulladva az első hely megtartása miatti versenyben, Flack nem bírta tovább, és 4 km-rel a vége előtt kénytelen volt feladni a versenyt. Ezzel Lúisz teljesen egyedül maradt az élen, és épphogy kevesebb mint 3 óra alatt sikerült teljesítenie a távot. Vaszilákosz lett az ezüstérmes. Őt nem sokkal követte a szintén görög Szpirídon Belókasz és a magyar Kellner Gyula. Belókasz harmadik helyét törölték, mivel kiderült, hogy a táv egy részét nem futva, hanem kocsival tette meg.
| Helyezés | Versenyző                      | Eredmény          |
| -------- | ------------------------------ | ----------------- |
| Arany    | Szpirídon Lúisz (GRE)          | 2:58:50           |
| Ezüst    | Harílaosz Vaszilákosz (GRE)    | 3:06:03           |
| Bronz    | Kellner Gyula (HUN)            | 3:06:35           |
| 4.       | Joánisz Vretósz (GRE)          | nincs adat        |
| 5.       | Elefthériosz Papaszimeón (GRE) | nincs adat        |
| 6.       | Dimítriosz Delijiánisz (GRE)   | nincs adat        |
| 7.       | Evangelosz Jerakérisz (GRE)    | nincs adat        |
| 8.       | Sztamátiosz Maszúrisz (GRE)    | nincs adat        |
| 9.       | Szokrátisz Lagudákisz (GRE)    | nincs adat        |
| -        | Edwin Flack (AUS)              | feladta 37 km-nél |
| -        | Albin Lermusiaux (FRA)         | feladta 32 km-nél |
| -        | Joánisz Lavréndisz (GRE)       | feladta 24 km-nél |
| -        | Jeórjiosz Grigoríu (GRE)       | feladta 24 km-nél |
| -        | Arthur Blake (USA)             | feladta 23 km-nél |
| -        | Ilíasz Kafedzísz (GRE)         | feladta 9 km-nél  |
| -        | Dimítriosz Hrisztópulosz (GRE) | nem ért célba     |
| -        | Szpirídon Belókasz (GRE)       | kizárva (3:06:30) |